# Theodore Nicholas Gill
Theodore Nicholas Gill (21 tháng 3 năm 1837 – 25 tháng 9 năm 1914) là một nhà động vật học người Mỹ chuyên nghiên cứu về ngư học và động vật hữu nhũ học. Bên cạnh đó, ông còn quan tâm đến mảng cốt học, cổ sinh vật học, triết học, ngôn ngữ học và từ nguyên học. Ngoài ra, ông còn là Trợ lý Thủ thư Cấp cao Thư viện Quốc hội Hoa Kỳ khi đó. Trong hơn 500 báo cáo khoa học của mình, có 388 bài là về các loài cá.

## Thiếu thời
Theodore Gill sinh ra và lớn lên tại thành phố New York, là con trai của ông James Darrell, xuất thân là nhà buôn, và bà Elizabeth Vosburgh Gill, gốc người Hà Lan. Năm 8 tuổi, Gill được cho học tại một trường phổ thông, nhưng một năm sau thì mẹ ông qua đời, ông được gửi cho một gia sư tại Greenville. Gill được học bài bản về tiếng Latinh và tiếng Hy Lạp. Sau đó, ông James tục huyền và gửi Theodore Gill đến một ngôi trường trong thành phố.

## Sự nghiệp

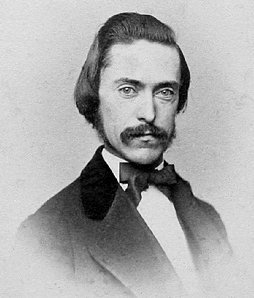
Theodore Gill ở tuổi trung niên

Nơi ở của Theodore Gill khi đó là một vùng nông thôn, gần khu chợ cá Fulton và cảng New York. Những chuyến đi đến vùng này đã khơi gợi sự quan tâm đến mảng ngư học trong Gill. Mặc dù học luật, ông lại sớm tỏ ra yêu thích môn lịch sử tự nhiên, đặc biệt là ngư học.
Mùa đông năm 1857, đây là lần đầu tiên Gill đặt chân đến Washington, D.C. Ngay sau đó, Gill đến Antilles, nơi ông phát hiện nhiều loài cá biển mới và những loài cá nước ngọt đáng chú ý ở Trinidad. Những ấn phẩm đầu tiên của Gill đã xuất hiện trong tạp chí Annals of the New York Lyceum of Natural History, mà ông là một thành viên vào năm 1858.
Năm 1860, Gill được chọn vào Viện Hàn lâm Khoa học Tự nhiên Philadelphia (nay là Viện Hàn lâm Khoa học Tự nhiên Đại học Drexel). Năm 1861, ông bắt đầu làm việc tại Viện Smithsonian, sau đó được giao phụ trách Thư viện Smithsonian rồi trở thành Trợ lý Cấp cao tại Thư viện Quốc hội Hoa Kỳ khi Thư viện Smithsonian được dời về đây do hỏa hoạn.
Gill dành phần lớn thời gian của mình để làm việc cho Smithsonian. Ông mất tại Washington, D.C., một vài năm sau khi bị đột quỵ.